# 鬼泪山
鬼泪山（きなだやま）は、千葉県富津市に所在する山。標高309.3メートル。鹿野山の西側に連なる。

## 歴史
かつては村々の共有林であったらしいが、やがて地方豪族に私有化された。江戸時代には佐貫城主の柳沢氏や阿部氏の所領に属した。
明治維新で日本国有地となったが、一帯は原野と化していた。1905年（明治38年）に日露戦争の戦勝記念として千葉県が借り受け、植林を行って森林を造成した。
もともとの広さは1200ヘクタールあったが、太平洋戦争終結後、マザー牧場に30ヘクタールを割譲した。そのほか、神野寺の分収林が250ヘクタールある。

## 伝説
この地は、鹿野山を拠点とした阿久留王が、討伐に来たヤマトタケルと争った古戦場であると伝えられている。
敗れた阿久留王が、涙を流して投降したことから「鬼泪山」の名がつけられたという。また、阿久留王の兵士たちの血で染まった川が、山中から発して東京湾に注ぐ「染川」である。